# Olidiana polyspinata
Olidiana polyspinata är en insektsart som beskrevs av Zhang 1994. Olidiana polyspinata ingår i släktet Olidiana och familjen dvärgstritar. Inga underarter finns listade i Catalogue of Life.